# Varennes-sur-Tèche
Varennes-sur-Tèche ist eine französische Gemeinde mit 225 Einwohnern (Stand 1. Januar 2022) im Département Allier in der Region Auvergne-Rhône-Alpes (vor 2016 Auvergne); sie gehört zum Arrondissement Vichy und zum Kanton Moulins-2. Die Einwohner werden Varennois genannt.

## Geografie
Varennes-sur-Tèche liegt etwa 38 Kilometer südöstlich von Moulins und etwa 27 Kilometer nordöstlich von Vichy am namengebenden Flüsschen Têche. An der westlichen Gemeindegrenze verläuft die Besbre. Umgeben wird Varennes-sur-Tèche von den Nachbargemeinden Sorbier im Norden, Bert im Osten, Barrais-Bussolles im Südosten, Lapalisse im Süden, Servilly im Südwesten sowie Trézelles im Westen.

## Bevölkerungsentwicklung
| Jahr                       | 1962 | 1968 | 1975 | 1982 | 1990 | 1999 | 2006 | 2011 | 2019 |
| Einwohner                  | 437  | 375  | 345  | 291  | 236  | 254  | 257  | 257  | 229  |
| Quellen: Cassini und INSEE |      |      |      |      |      |      |      |      |      |

## Sehenswürdigkeiten
- Kirche Saint-Léger aus dem 19. Jahrhundert

Siehe auch: Liste der Monuments historiques in Varennes-sur-Tèche

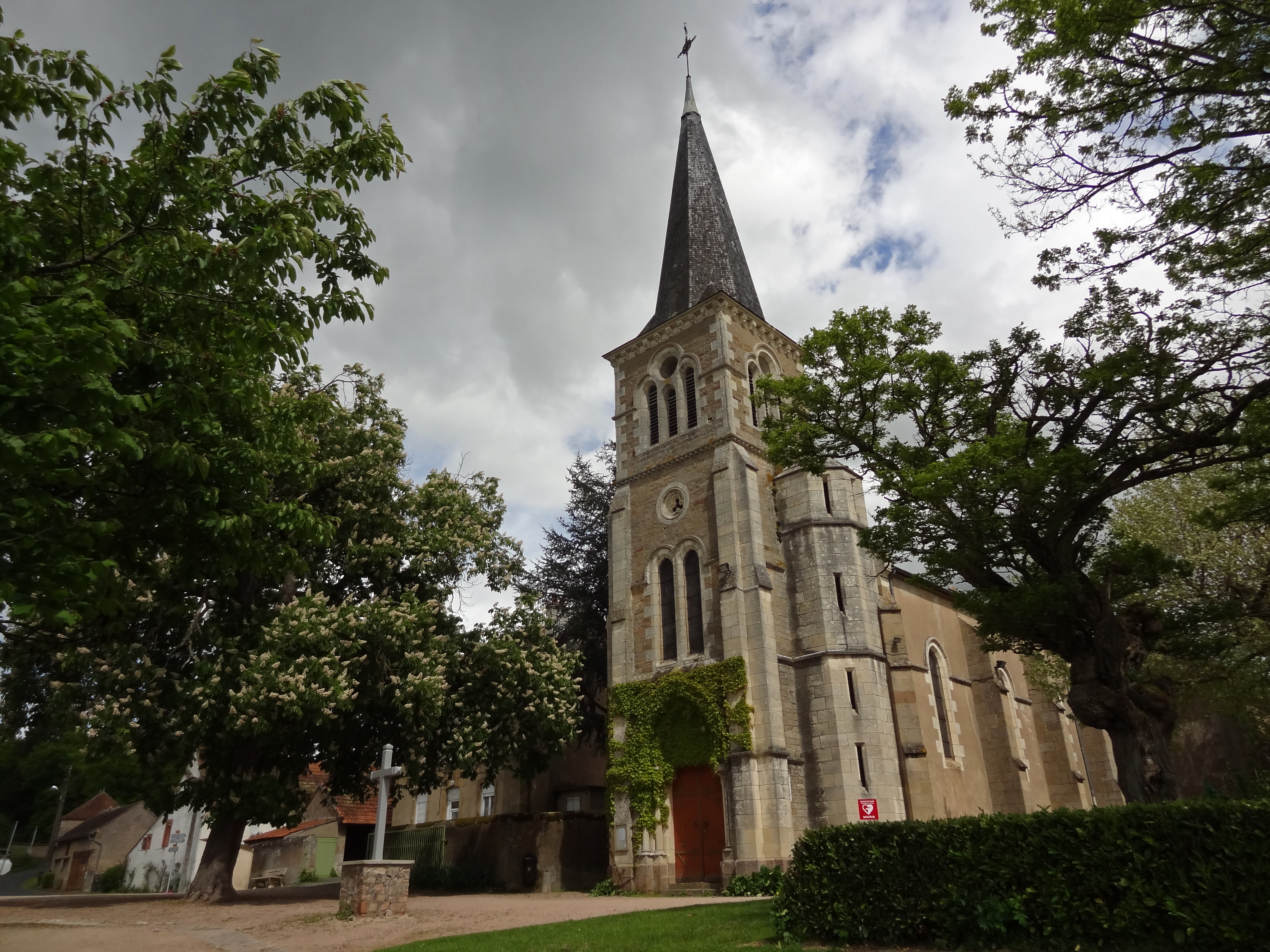
Kirche Saint-Léger